# Paraleprodera crucifera
Paraleprodera crucifera là một loài bọ cánh cứng trong họ Cerambycidae.